# 미케일라 디츠
미케일라 디츠(영어: Michaela Dietz, 1980년 3월 31일 ~ )는 미국의 성우이다. 애니메이션 《바니와 친구들》의 리프 역, 《스티븐 유니버스》의 에머티스트 역으로 알려져 있다.